# أندريتشغراد
أندريتشغراد هو اسم لمشروع بناء يقع في فيشجراد، جمهورية صربسكا، البوسنة والهرسك، للمخرج السينمائي أمير كوستوريكا، وتكرس المدينة لروائي اليوغسلافي والفائز بجائزة نوبل إيفو أندريتش.
بدأ إنشاء اندكغراد المعروف ايضاً باسم ''مدينة الحجر'' في 28 حزيران عام 2011م، وتم افتتاحه رسمياً في 28 حزيران عام 2014م فيڤايدوڤدان. يقع أندريتشغراد على بعد عدة كيلو مترات من أول بلده في كوستوريكا، درڤنغراد، في صربيا.

## النظرة العامة
تقع أندريتشغراد بالقرب من جسر محمد باشا، أحد مواقع التراث العالمي لليونسكو، ويمتد من الجسر حتى التقاء نهر رزاف. درفنغراد وهيمدينة الخشب، كوستريكا فهي القرية الثانية التي تم انشاؤها من الصفر، سيستخدم اندكغراد كموقع لفيلم كوستوريكا الجديد نا درينيكوبريجا، استناداً إلى رواية جسر على نهر درينا التي كتبها الحائز على جائزة نوبل للآداب إيفو أندريتش.

## المواطنون الفخريون
المواطنون الفخريون هم الاشخاص الذين حصلوا على جائزة مفتاح المدينة: وهم
ميلوراد دوديك: رئيس جمهورية صربيسكا
فوك جيرميتش، رئيس الدولة السابعه والستين للجمعيه العامه للأمم المتحدة
ماتيا بيكوفتش، كاتبه